# Hyphantria panoezys
Hyphantria panoezys là một loài bướm đêm thuộc phân họ Arctiinae, họ Erebidae.